# Петораци
Петòраци или Петòрак (на гръцки: Τριπόταμος, Трипотамос, катаревуса: Τριπόταμα, Трипотама, до 1928 година Πετοράκ, Петорак или Πετοράκι, Петораки) е село в Република Гърция, в дем Лерин (Флорина), област Западна Македония.

## География
Селото е разположено в Леринското поле на железопътната линия към Битоля на 10 километра североизточно от демовия център Лерин (Флорина) между три реки – Сакулева, Росенската и Стара река, откъдето идва и гръцкото му име Трипотамос, буквално „Триречие“.

## История

### В Османската империя
В 1861 година Йохан фон Хан на етническата си карта на долината на Вардар отбелязва Пасторец като българско село. Според „Етнография на вилаетите Адрианопол, Монастир и Салоника“, издадена в Константинопол в 1878 година и отразяваща статистиката на населението от 1873 година в Петорица (Pétoritza) има 60 домакинства със 170 жители българи.
В 1900 година според Васил Кънчов („Македония. Етнография и статистика“) в Петорица живеят 210 българи християни.
На Етнографската карта на Битолския вилает на Картографския институт в София от 1901 година Петорек е чисто българско село в Леринската каза на Битолския санджак с 35 къщи.
В началото на XX век цялото село е под върховенството на Българската екзархия и не се отказва от нея чак до Балканската война, когато попада в Гърция. По данни на секретаря на екзархията Димитър Мишев („La Macédoine et sa Population Chrétienne“) в 1905 година Петорак (Petorak) има 192 българи екзархисти.

### В Гърция
През Балканската война в 1912 година селото е окупирано от гръцки части и остава в Гърция след Междусъюзническата война. През 1916 година, по време на Първата световна война селото за кратко е освободено от българската армия. Боривое Милоевич пише в 1921 година („Южна Македония“), че Петораци има 20 къщи славяни християни.
След Гръцко-турската война в селото са настанени 30 семейства гръцки бежанци, от които 27 от Кавказ и няколко семейства от Северен Епир (1926). В 1928 година малоазийските бежанци вече са 34 семейства със 140 души, а общото население е 319 души. В същата година селото е преименувано на Трипотама. В 1931 година в Петорак има 43 семейства малоазийски бежанци и 40 българогласни семейства, от които 28 са с „изявено българско съзнание“. В 1945 година от общо население от 494 души в селото има 200 българофони, 100 от които с „негръцко национално съзнание“ и 100 с „неустановено национално съзнание“.
Селото не пострадва много по време на Гражданската война. Според Тодор Симовски отношението между местното население с български произход и потомците на гръцките бежанци днес е 3:1.
Според изследване от 1993 година селото е смесено „славофонско-бежанско-арванитско“, като „македонският език“ в него е запазен отлично, понтийският гръцки на средно ниво, а арванитският слабо.
В селото има две църкви – „Свети Георги“, на чийто храмов празник е и селският събор и „Свети Петър и Павел“.
| Име                    | Име     | Ново име       | Ново име       | Описание                                                |
| ---------------------- | ------- | -------------- | -------------- | ------------------------------------------------------- |
| Аркач или Попожан тепе | Άρκάτσι | Мегали Харадра | Μεγάλη Χαράδρα | връх на ЮЗ над Петорак (677 m)                          |
| Табо                   | Τάμπο   | Тумба          | Τούμπα         | местност на З от Петорак                                |
| Сландол                | Σλαντόλ | Стенорема      | Στενόρεμα      | местност на ЮИ от Петорак, по десния бряг на Стара река |

### Преброявания
- 1920 – 127 жители
- 1928 – 135 жители
- 1951 – 483 жители
- 1961 – 468 жители
- 1971 – 404 жители
- 1981 – 550 жители
- 2001 – 356 жители
- 2011 – 311 жители

## Личности
Родени в Петораци
- Вула Патулиду (р. 1965), гръцка спортистка, олимпийска шампионка
- Димитър Стоянов Янкулоски, български революционер
- Коста Димитров Митановски, български революционер

Починали в Петораци
- Ангел Кръстев Маджаров, български военен деец, младши подофицер, загинал през Първата световна война[16]
- Страхил Христов Калинов, български военен деец, младши подофицер, загинал през Първата световна война[17]
- Христо Василев Левски, български военен деец, младши подофицер, загинал през Първата световна война[18]
- Христо Гаврилов Герджиков, български военен деец, старши подофицер, загинал през Първата световна война[19]